# Lagos (tiểu vùng)
Lagos là một tiểu vùng thuộc bang Rio de Janeiro, Brasil. Tiều vùng này có diện tích 2004 km², dân số năm 2007 là 382179 người.